# Cotyachryson philippii
Cotyachryson philippii là một loài bọ cánh cứng trong họ Cerambycidae.